# Turdoides squamulata
El turdoide escamado (Turdoides squamulata) es una especie de ave paseriforme de la familia Leiothrichidae endémica de África Oriental.

## Distribución y hábitat
Se encuentra únicamente en el este de África, distribuido por Etiopía, Somalia y Kenia. Su hábitat natural son los bosques galería de los valles fluviales y las zonas de matorral tropical seco.